# Kauman (Kaliwiro)
Kauman is een bestuurslaag in het regentschap Wonosobo van de provincie Midden-Java, Indonesië. Kauman telt 2589 inwoners (volkstelling 2010).